# 住之江公園

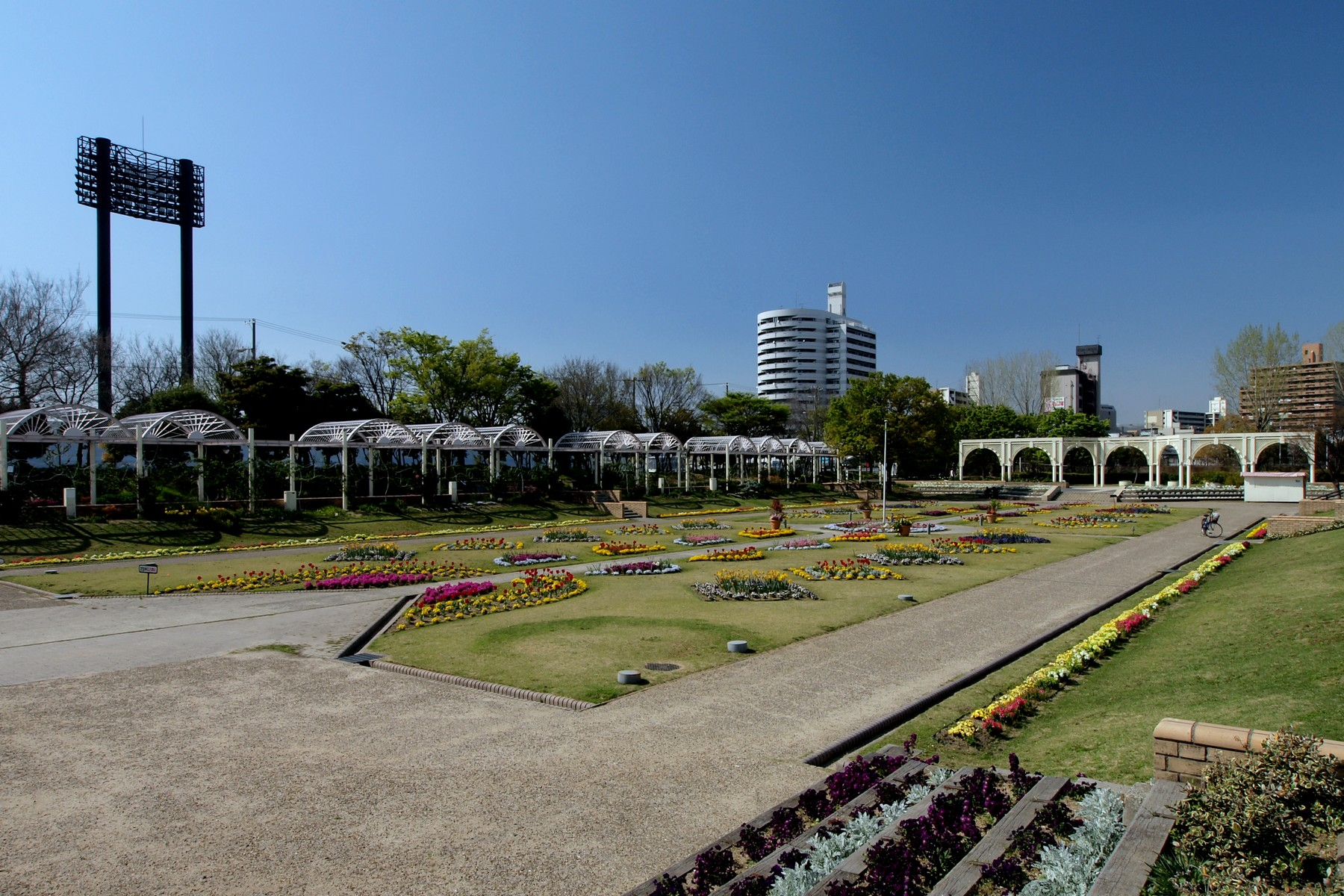
花と緑のスクエア

住之江公園（すみのえこうえん）は、大阪府大阪市住之江区南加賀屋一丁目に設置されている都市公園。大阪府が運営管理を行っている。

## 概要
「花と緑とふれあう」「広々とした施設で遊ぶ」「スポーツを楽しむ」の3つのコンセプトを持つ都市型総合公園で、園内には「花と緑のスクエア」（緑地ゾーン）、大池（野鳥が生息する）のほか、プール、テニスコート、野球場といったスポーツ施設がある。
公園南西側に大阪護國神社が隣接しており、新なにわ筋を挟んだ西側には住之江競艇場がある。

## 歴史
阪堺鉄道（現：南海本線）と国道16号（現：国道26号）の敷設によって、約1km東にある住吉公園（1873年開園）の敷地が縮小したため、その代替として住之江公園が計画・整備された。名称が定まるまで第二住吉公園、新住吉公園とも呼ばれた。
1924年に大阪府公園調査会が現在地を公園用地に選定し、用地買収ののち1927年に起工、1930年に竣工した。大池の南に野球場と陸上競技場、東側にテニスコートが設置された。
1937年に日中戦争が始まると、英霊崇敬の機運の高まりから護国神社造営の動きが活発化し、1940年に敷地の南側を大阪護國神社に無償譲渡した。戦後の1948年には、陸上競技場を撤去し、その跡地と一部大阪護國神社の敷地を編入して、大阪府営大阪住の江競輪場が設置された。大阪府は1955年に競輪主催から撤退したが、衛星都市が大阪住の江競輪場の存続を要望し、1964年に廃止されるまで存続した。競輪場撤去を待たず、1961年から公園の再整備が始まり、1969年にほぼ現在の形となった。

## 野球場
開場は1930年だが、実質的な建て替えに等しい改修工事が1961年から始まり、1962年3月29日にリニューアルオープンした。本塁から投手板を経て二塁へ向かう線の向きは南西のまま変わっていない。1968年にナイター照明が設置された。
- 両翼：90m、中堅：110m
- 内野：土、外野：天然芝
- スコアボード：磁気反転式（10回まで・合計得点、選手氏名表記可能）
- ナイター照明：6基
- スタンドは内野席のみ。外野は座席・芝生席とも無し

住之江公園野球場は主に軟式野球の各種公式戦会場として利用されているほか、近畿学生野球（2部リーグ）や全国高等学校野球選手権大阪大会の会場としても使用される。

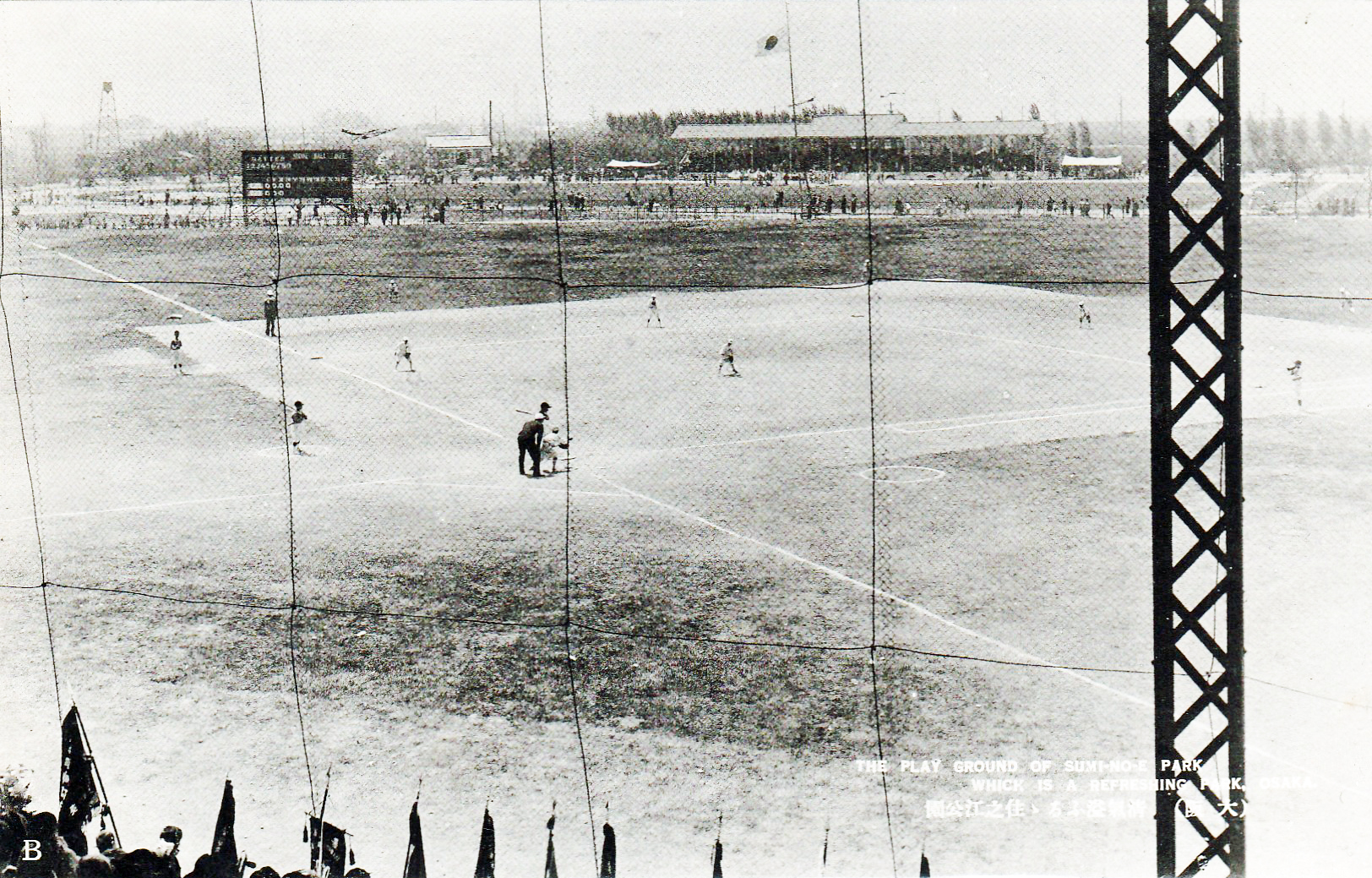
戦前と思われる住之江公園野球場

2009・2010年は、関西独立リーグ (初代)（後にジャパン・フューチャーベースボールリーグ）の大阪ゴールドビリケーンズがメイン球場としていた。2010年に大阪ゴールドビリケーンズが解散し、入れ替わるように2011年から06BULLSが関西独立リーグに新規加盟。2012年の公式戦数試合を住之江公園野球場で行った。2013年に同リーグは解散したが、2014年から06BULLSはBASEBALL FIRST LEAGUE（現：関西独立リーグ (2代目)に参加。花園セントラルスタジアムと豊中ローズ球場で公式戦を行い、住之江公園野球場での開催試合は組まれなくなった。2019年に新たに関西独立リーグ (2代目)に参加した堺シュライクスが公式戦を7試合開催した。しかし、堺市に原池公園野球場（くら寿司スタジアム堺）がオープンした2020年は開催がなかった。

## 大阪住の江競輪場
1948年12月11日、前月日本で初めて競輪開催が行われた小倉競輪場に次ぎ、関西地区で初めて競輪開催が行われた大阪住の江競輪場（おおさかすみのえけいりんじょう）は、当地にあった（現在の児童遊戯場、球技広場付近。大阪護國神社の東隣）。当地をホームバンクとしていた主な選手として、横田隆雄や山本清治らがいる。1周500m。
連勝式車券を最初に導入した競輪場であり、開設初日から発売されている（小倉競輪場は当時単勝式・複勝式のみ発売）。翌1949年6月には第1回全国争覇競輪（現：日本選手権競輪）が開催されるなど、関西地区の中でも扱いの大きい競輪場であったが、
一方で同年4月16日には全国の競輪場に先駆ける形で騒擾が発生することもあった。
引き続き盛況を保っていたものの、主催者の大阪府が競輪開催の中止を決定したため、1964年5月に開催休止扱いとし、後に正式に閉鎖された。

## アクセス
- Osaka Metro四つ橋線・ニュートラム 住之江公園駅下車